# Ambasada RP w Madrycie
Ambasada Rzeczypospolitej Polskiej w Madrycie (hisz. Embajada de la República de Polonia en Madrid) – polska misja dyplomatyczna w stolicy Hiszpanii.

## Struktura placówki
- Wydział Polityczno-Ekonomiczny
- Wydział Konsularny
- Wydział Administracyjny
- Attachat wojskowy

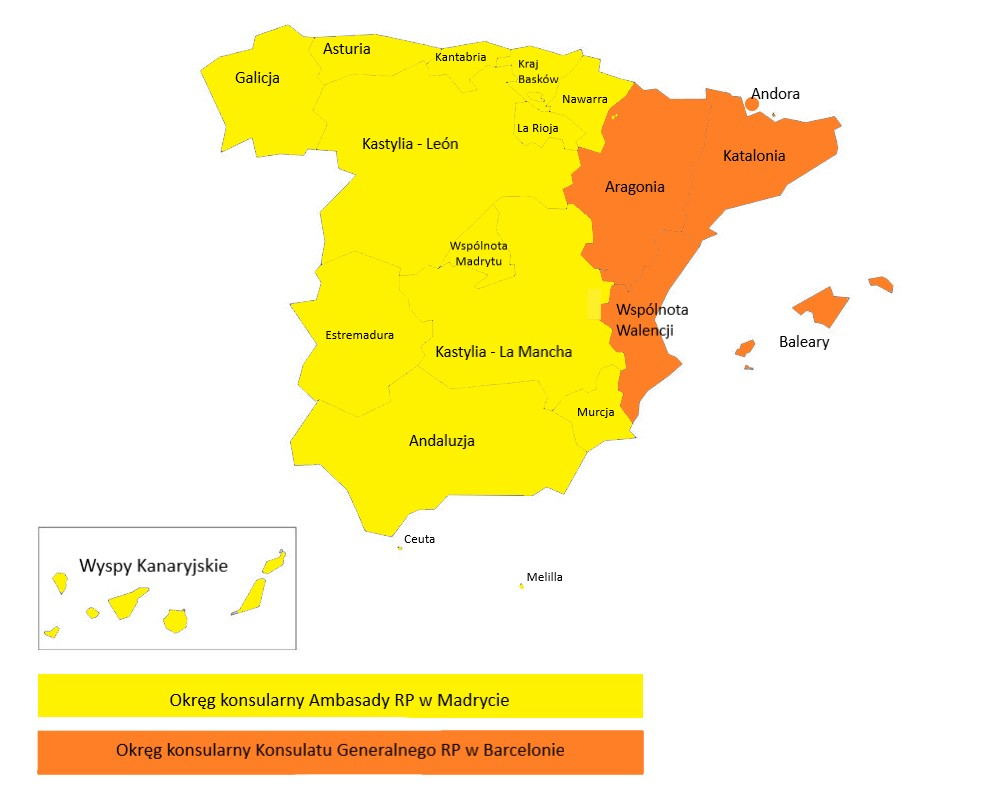
Okręg konsularny Ambasady od 2022 (na żółto)

Od 1 stycznia 2022 okręg konsularny Ambasady obejmuje: Andaluzję, Księstwo Asturii, Estremadurę, Galicję, Kantabrię, Kastylię-La Mancha, Kastylię i León, Kraj Basków, Wspólnotę Madrytu, Murcję, Nawarrę, La Rioję, Wyspy Kanaryjskie, Ceutę, Melillę. Wcześniej obejmował cały kraj z wyjątkiem Katalonii i Balearów.

## Historia
Polska nawiązała stosunki dyplomatyczne z Hiszpanią 30 maja 1919. Po II wojnie światowej rząd regenta Królestwa Hiszpanii gen. Francisco Franco uznawał za legalne władze Polski rząd RP na uchodźstwie. Stosunki dyplomatyczne pomiędzy Hiszpanią a PRL nawiązano dopiero 31 stycznia 1977, po śmierci gen. Franco. 28 lutego 1977 minister spraw zagranicznych PRL Emil Wojtaszek wydał zarządzenie o otwarciu Ambasady PRL w Madrycie.

## Inne placówki dyplomatyczne RP w Hiszpanii
- Instytut Polski w Madrycie
- Konsulat Generalny RP w Barcelonie

Konsulaty honorowe RP w Hiszpanii znajdują się w (stan na 21 kwietnia 2024):
- Walencji
- Murcji
- Vigo
- Las Palmas de Gran Canaria (Wyspy Kanaryjskie)
- Pampelunie
- Maladze
- Burgos
- Andorze
- Palmie